# Non-Fiction (Band)
Non-Fiction, manchmal auch Non Fiction, ist eine US-amerikanische Metal-Band aus New Jersey. Sie bestand von 1988 bis 1996 und reformierte sich 2009.

## Bandgeschichte
Nachdem Hades sich auflösten, wechselte deren Sänger Alan Tecchio zu Watchtower. Hades-Gitarrist Dan Lorenzo begann nach einer kurzen Auszeit Songs zu schreiben und sie mit Musikern der Band Mucky Pup, vor allem Sänger und Gitarrist Dan Nastasi zu spielen. Einige dieser Songs kamen auf das dritte Album von Mucky Pup. Andere wurden für das Debüt von Non-Fiction, wie sich die Band alsbald nannte, verwendet. 1988 wurde ein Demo aufgenommen. Noch mit Nastasi am Gesang wurde 1990 eine selbstbetitelte EP, auch als Green EP bekannt, bei Arena Records publiziert. Das Management der Band Rush trat an die Musiker heran und machte ihnen ein Angebot. Nun musste Lorenzo ein festes Line-up zusammenstellen. Da Nastasi zudem Dog Eat Dog zu formieren begann, kontaktierte Lorenzo seinen Ex-Hades-Kollegen Alan Tecchio, der von seinem Exkurs mit Watchtower nach New Jersey zurückgekehrt war und statt Nastasi den Gesang übernahm. Als Bassist wurde Kevin Bolembach rekrutiert, Schlagzeuger Mike Cristi war schon seit Beginn in der Band. Mit dem Rush-Management überwarf sich die Band jedoch, da sie nach eigener Aussage kein künstliches Image erhalten wollte. Die Band unterschrieb im Anschluss daran einen Vertrag bei Grand Slamm. In Europa erschienen die Alben auf dem Label Steamhammer/SPV. 
Trotz einer einmaligen Reunion-Show mit Hades 1991 waren Non-Fiction weiter aktiv und veröffentlichten im selben Jahr das recht hart und bisweilen groovig ausfallende Album Preface, das mit dem Power Metal von Hades nur noch wenig zu tun hatte. 1992 erschien In the Know, das etwas melodischer war und auch Akustikgitarrenklänge enthielt. Das Album erreichte einige mediale Aufmerksamkeit, das Video zu Reason to Live wurde etwa auf Headbangers Ball gespielt. 1993 tourte die Band mit Overkill und Savatage. Danach wurde es ruhiger um Non-Fiction. Nach dem weniger beachteten Album It’s a Wonderful Lie (1996) löste sich die Band auf.
2009 vereinigte sich die Band zumindest für eine gemeinsame Show wieder.

## Stil
Non-Fiction spielten im Wesentlichen in langsamen bzw. Midtempo gehaltenen Metal, der zum Teil im Riffing an Black Sabbath bzw. Soundgarden angelehnt war. Hinzu kamen Power-Metal-Einflüsse (vor allem Tecchios hoher, aber immer melodischer Gesang, auch einige unveröffentlichte Riffs von Hades wurden verwendet) sowie einige Anleihen aus der beginnenden Groove-Metal- bzw. Alternative-Metal-Welle. Die härteren Stücke wurden des Öfteren von melancholischen, zum Teil akustisch gespielten Passagen oder Stücken unterbrochen (etwa Next to Nothing von In the Know). Tecchios Texte behandelten meist sehr persönliche Themen und eigene Erfahrungen.

## Diskografie
- Demo 1988 (1988)
- Non Fiction (EP, 1990)
- Preface (1991)
- In the Know (1992)
- It’s a Wonderful Lie (1996)